# Diaura
Diaura (známá jako DIAURA) je čtyřčlenná japonská visual kei rock skupina řadící se mezi J-Rock a J-Metal, momentálně podepsáná s Galaxy Inc. Skupina vznikla v prosinci roku 2009. Název DIAURA je odvozen od Dictatorial Aura = diktátorská aura. Diaura není satanistická skupina ani nic v tomto směru.

## Popis
DIAURA byla založena z ex-Valluna členů Yo-ka a Kei 15. prosince 2010. Baskytarista Shoya se přidal v březnu 2011 a bubeník Yuu v srpnu téhož roku.
V říjnu 2012, Yuu oznámil odchod z DIAURA kvůli zánětu šlach. O půlrok později v dubnu 2013, současný bubeník Tatsuya, se připojil k DIAURA. Předtím byl Tatsuya jen jako záskok za bubeníka DIAURA pro cca 10–11 měsíců.

## Členové
- Yo-ka – zpěv
- Kei (佳衣) – kytara
- Shoya (翔也) – baskytara
- Tatsuya (達也) – bubny (2013–současnost)

- Yuu (勇) – bubny (2010–2012)

## Diskografie
Alba
- Genesis (21. březen 2012)
- Focus (4. prosinec 2013)
- Triangle (26. listopad 2014)

Mini alba
- Dictator (10. srpen 2011)
- Reborn (13. březen 2013)

Singly
- "Shitsuyoku no Seiiki" (19. ledna 2011)
- "Beautiful Creature" (23. března 2011)
- "Beautiful Creature 2nd Press" (15. června 2011)
- "Imperial "Core" (12. listopadu, 2011)
- "Reason for Treason" (9. června 2012)
- "To Enemy" (7. července 2012)
- "Judgement" (28. srpna 2012)
- "Evils" (24. října 2012)
- "Whiteness" (20. února 2013)
- "Sirius/Lily" (10. července 2013)
- "Shitsuyoku no Seiiki" (28. srpna 2013) (Re-recording)
- "Menace/Kyoukai-sen" (1. března 2014)
- "Horizon" (9. srpna 2014)
- "Silent Majority" (9. srpna 2014)
- "Blind message" (3. září 2014)
- "Ruin" (20. května 2015)

DVD
- 独-Dictator-裁 (3. srpen 2011)
- Master (30. listopad 2011)
- Judgement Day (28. srpen 2012)